# 似沟顶肖叶甲属
似沟顶肖叶甲属（学名：Bedelia）为金花虫科的一个属。

## 下属物种
本属包括以下物种：
- 中亚似沟顶肖叶甲 Bedelia kokanica Solsky,1882
- Bedelia perscia Baly, 1878